# Bolette Berg

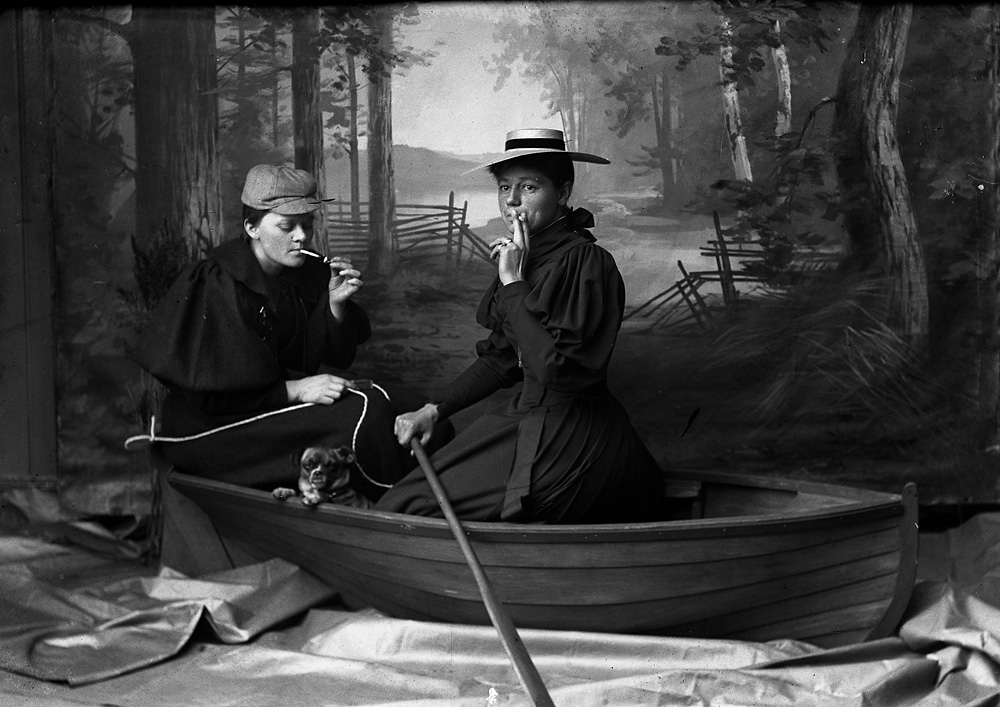
Bolette Berg a Marie Høeg, archiv Preus Museum

Bolette Berg (1872, Nannestad – 1944) byla norská fotografka aktivní na konci 19. století, která provozovala fotografické studio Berg & Høeg společně s fotografkou Marií Høeg.

## Životopis
Berg se stala součástí rostoucího počtu norských fotografek, které v Norsku zakládaly fotografická studia. Růst byl umožněn změnou zákona v roce 1866, která umožnila ženám podnikat. Encyklopedie fotografie devatenáctého století novou skupinou fotografek pohrdá, ale o několika se zmiňuje. Mezi ně patří Marie Høeg s Bolettou Berg v Hortenu, Louise Abel v Christianii, Louise Wold v Holmestrandu a Agnes Nyblin a Hulda Marie Bentzen a Augusta Solberg v Bergenu.

## Galerie

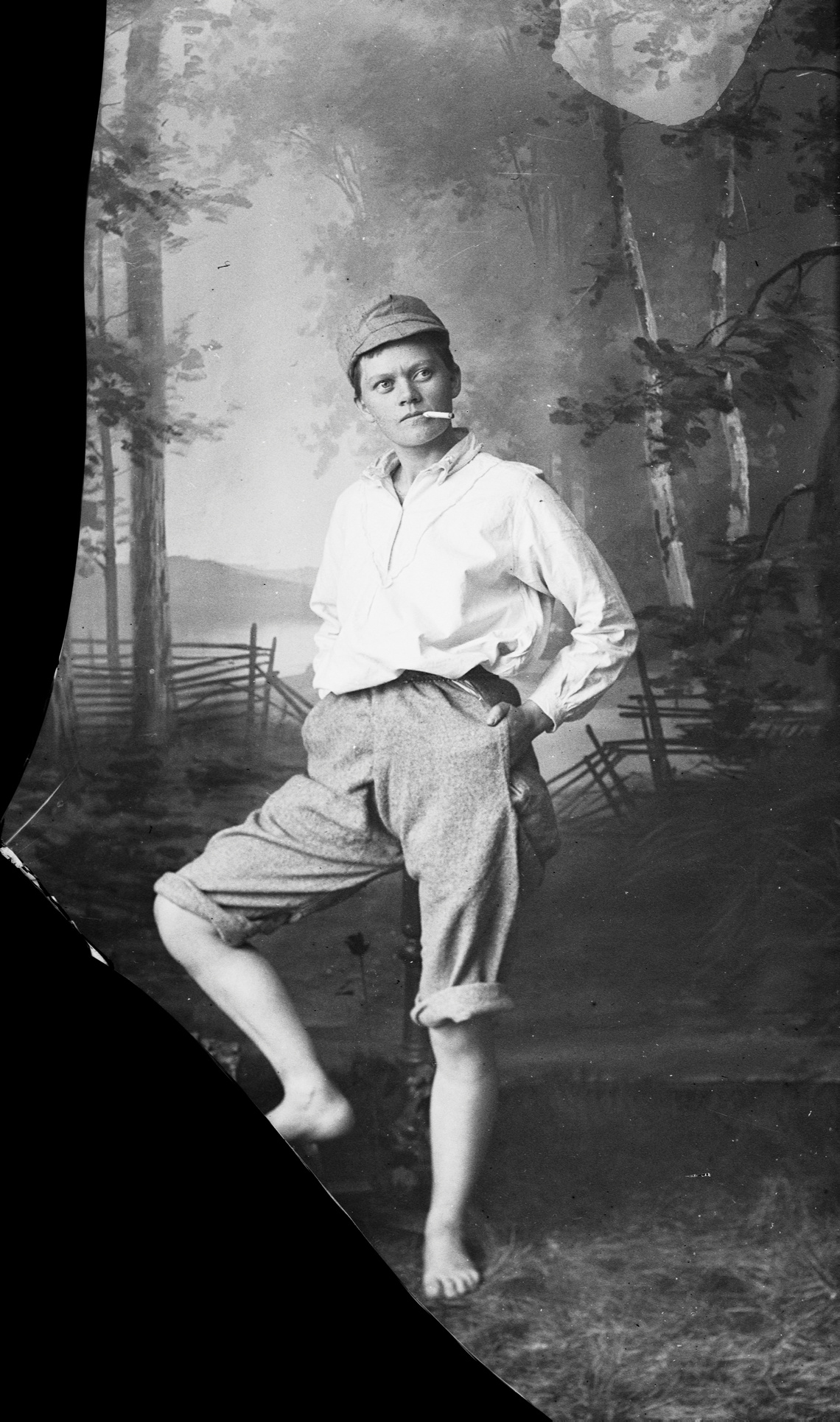
Marie Hoeg jako mladý chlapec s cigaretou, asi 1895–1903, archiv Preus Museum
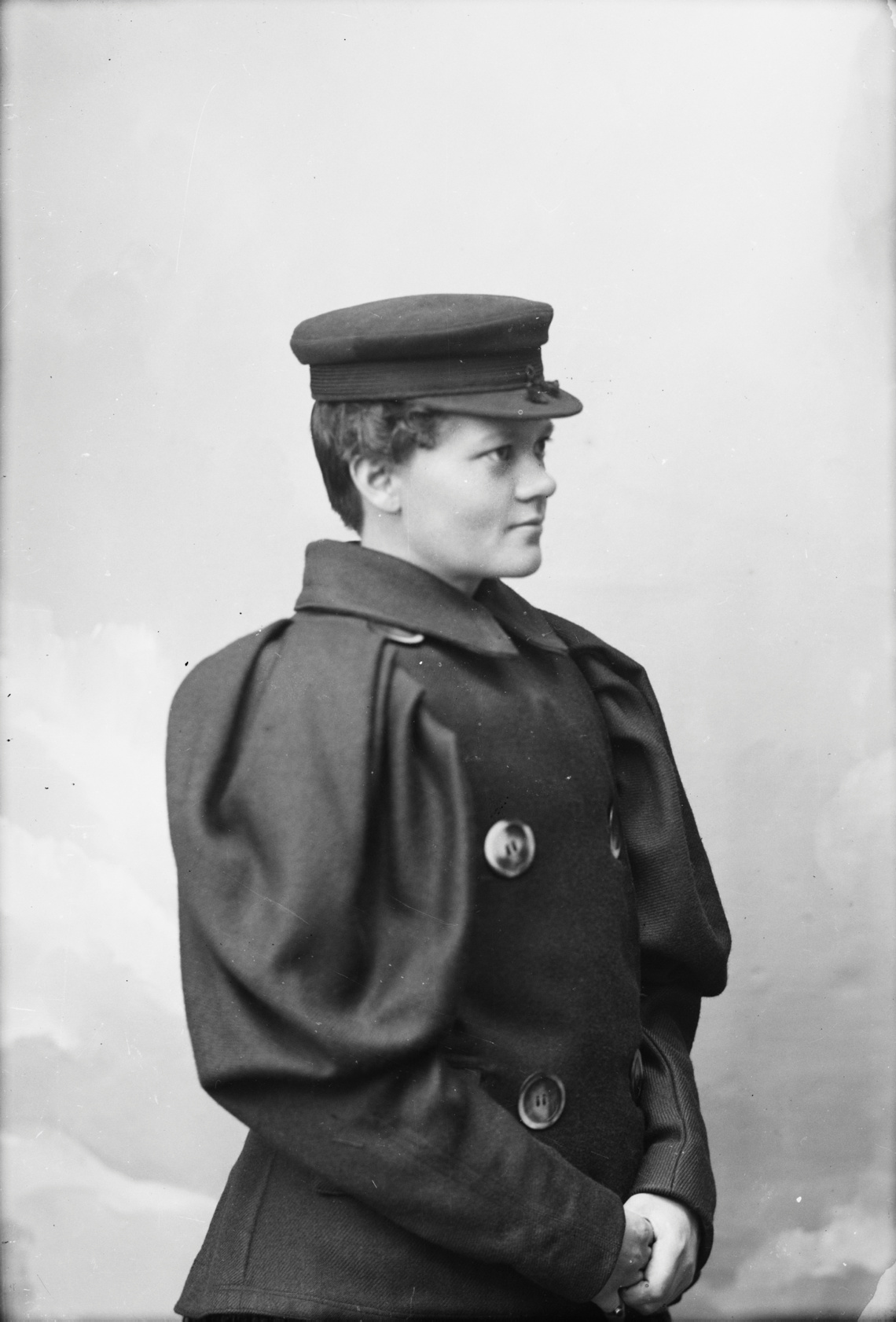
Portrét, archiv Preus Museum, 1895–1903
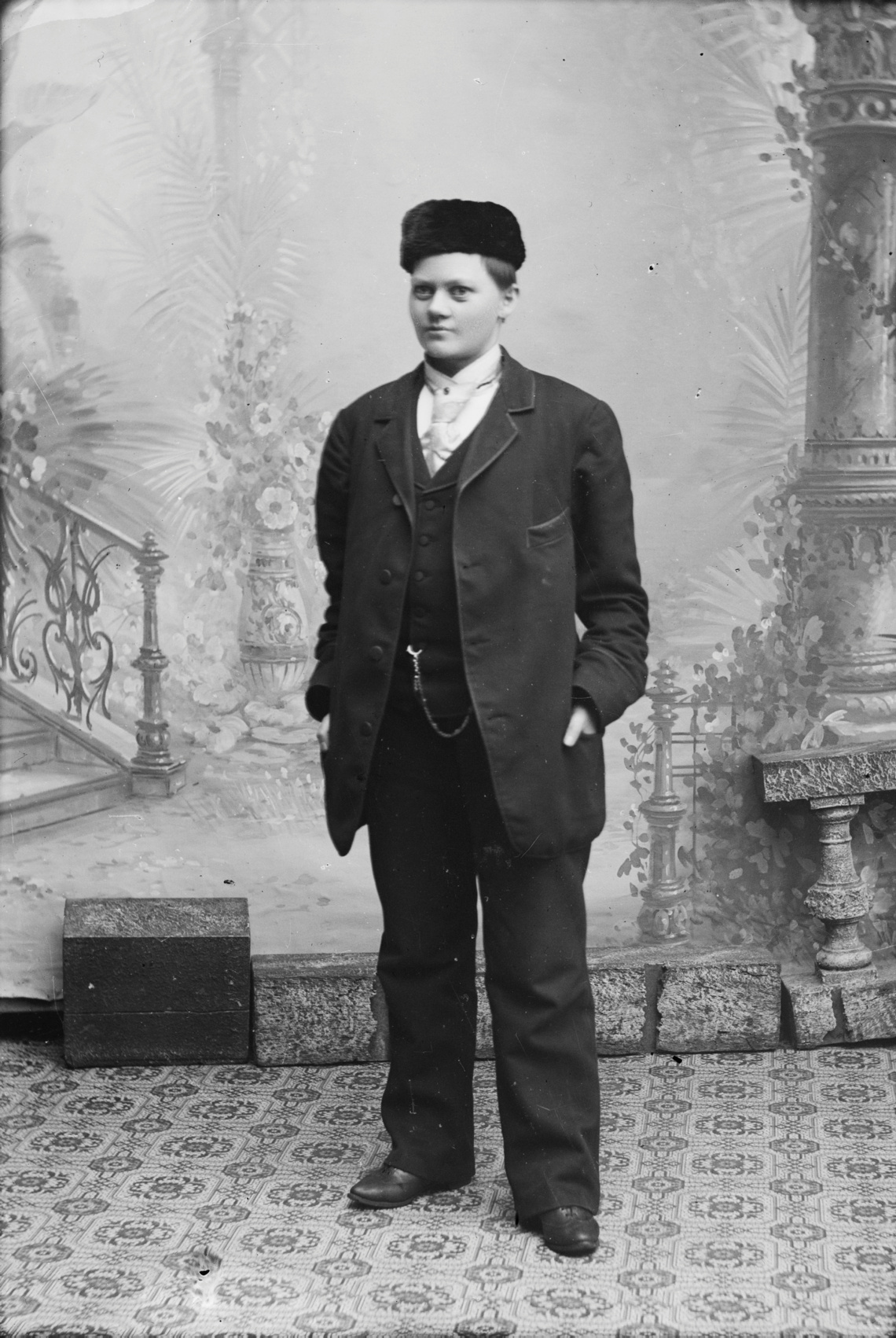
Portrét, archiv Preus Museum, 1895–1903
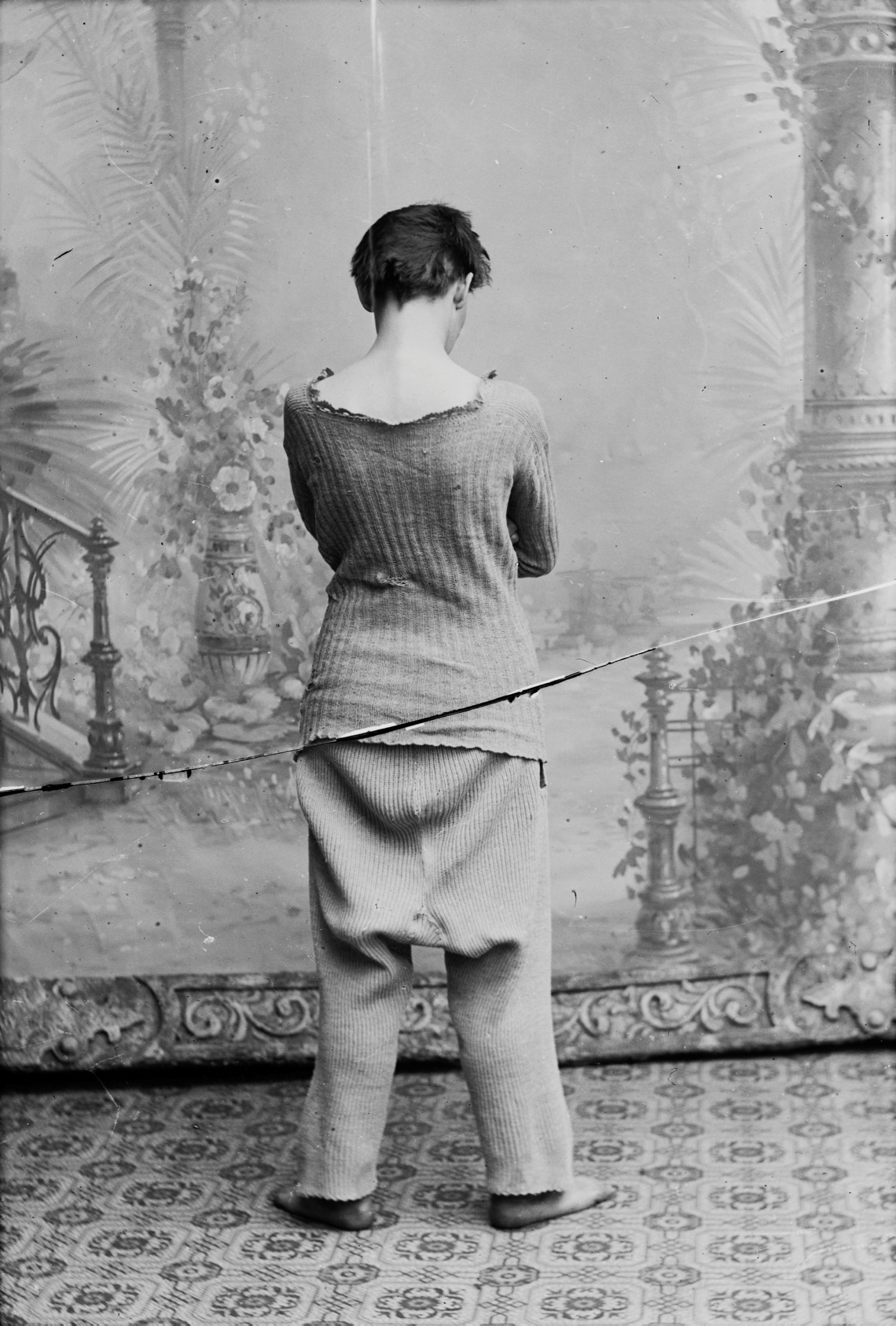
Portrét, archiv Preus Museum, 1895–1903
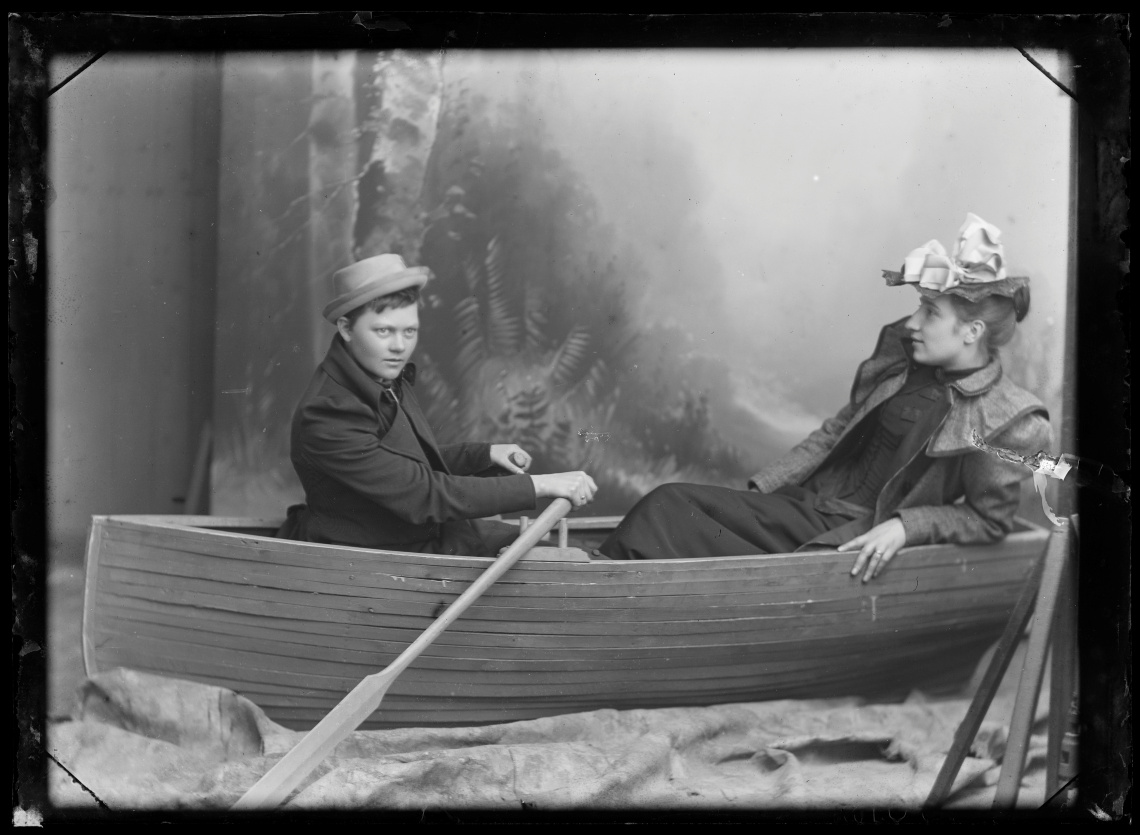
Portrét, archiv Preus Museum, 1895–1903
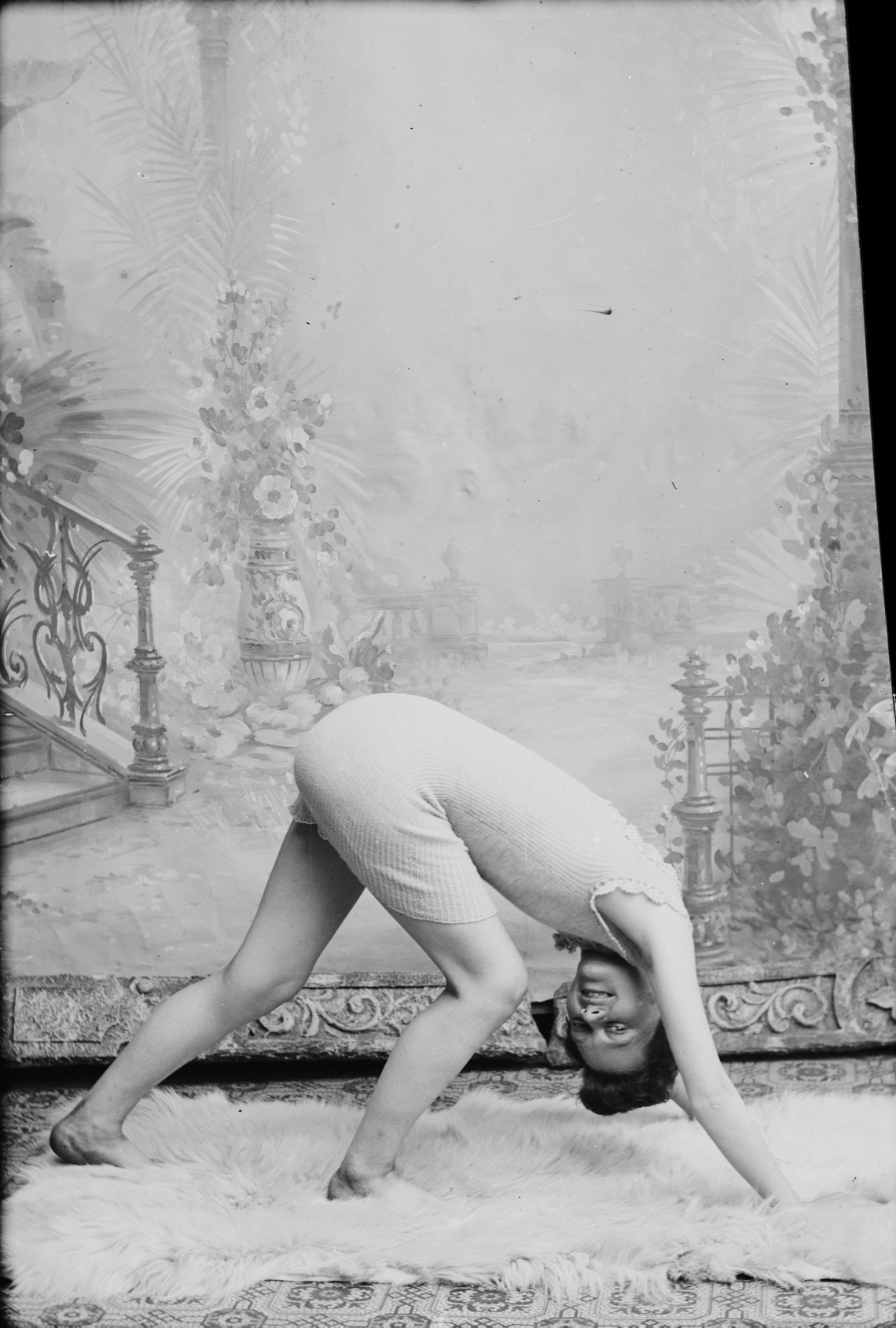
Portrét, archiv Preus Museum, 1895–1903